# Михайловка (Сандиктауський район)
Миха́йловка (каз. Михайловка) — село у складі Сандиктауського району Акмолинської області Казахстану. Входить до складу Лісного сільського округу.
Населення — 238 осіб (2021; 282 у 2009, 374 у 1999, 394 у 1989).
Національний склад станом на 1989 рік:
- росіяни — 72 %.